# Ziviler Ungehorsam

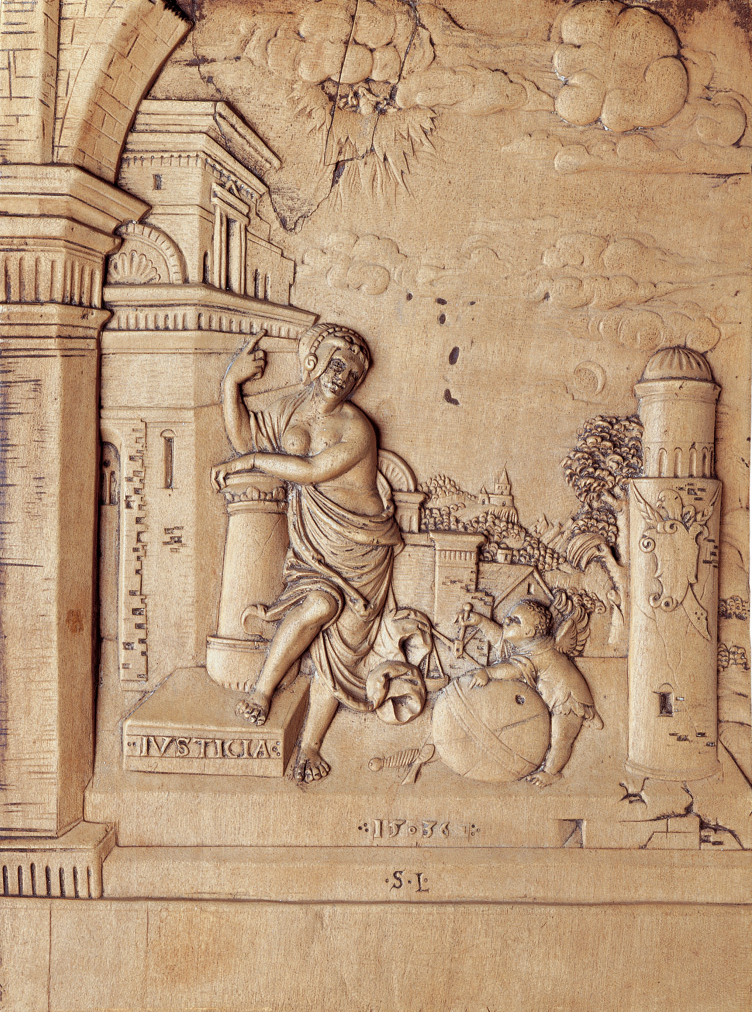
Sebastian Loscher: Allegorie der Gerechtigkeit (1536)

Ziviler Ungehorsam (aus lateinisch civilis ‚bürgerlich‘; deshalb (selten) auch bürgerlicher Ungehorsam) ist eine Form politischer Partizipation, deren Wurzeln bis in die Antike zurückreichen. Durch einen symbolischen, aus Gewissensgründen vollzogenen und damit bewussten Verstoß gegen rechtliche Normen zielt der handelnde Staatsbürger mit einem Akt zivilen Ungehorsams auf die Beseitigung einer so wahrgenommenen Unrechtssituation und betont damit sein moralisches Recht auf Partizipation. Die Normen können sich durch Gesetze, Pflichten oder auch Befehle eines Staates oder einer Einheit in einem staatlichen Gefüge manifestieren. Durch den symbolischen Verstoß soll zur Beseitigung des Unrechts Einfluss auf die öffentliche Meinungsbildung genommen werden. Der Ungehorsame nimmt dabei bewusst in Kauf, auf Basis der geltenden Gesetze für seine Handlungen bestraft zu werden. Häufig beansprucht er ein Recht auf Widerstand für sich, das sich jedoch von einem verfassungsgemäß gegebenen Widerstandsrecht unterscheidet. Demjenigen, der zivilen Ungehorsam übt, geht es damit um die Durchsetzung von Bürger- und Menschenrechten innerhalb der bestehenden Ordnung, nicht um Widerstand, der auf die Ablösung einer bestehenden Herrschaftsstruktur gerichtet ist. Die Methoden und Aktionsformen von zivilem Ungehorsam und Widerstand gleichen sich jedoch in vielen Fällen.
Als moderne Väter des Konzepts gelten Henry David Thoreau, Mohandas Karamchand Gandhi und Martin Luther King, Jr. Im philosophischen Diskurs nehmen seit der Veröffentlichung seines Artikels The Justification of Civil Disobedience John Rawls’ Überlegungen eine zentrale Stellung ein.

## Theoretische Grundlagen

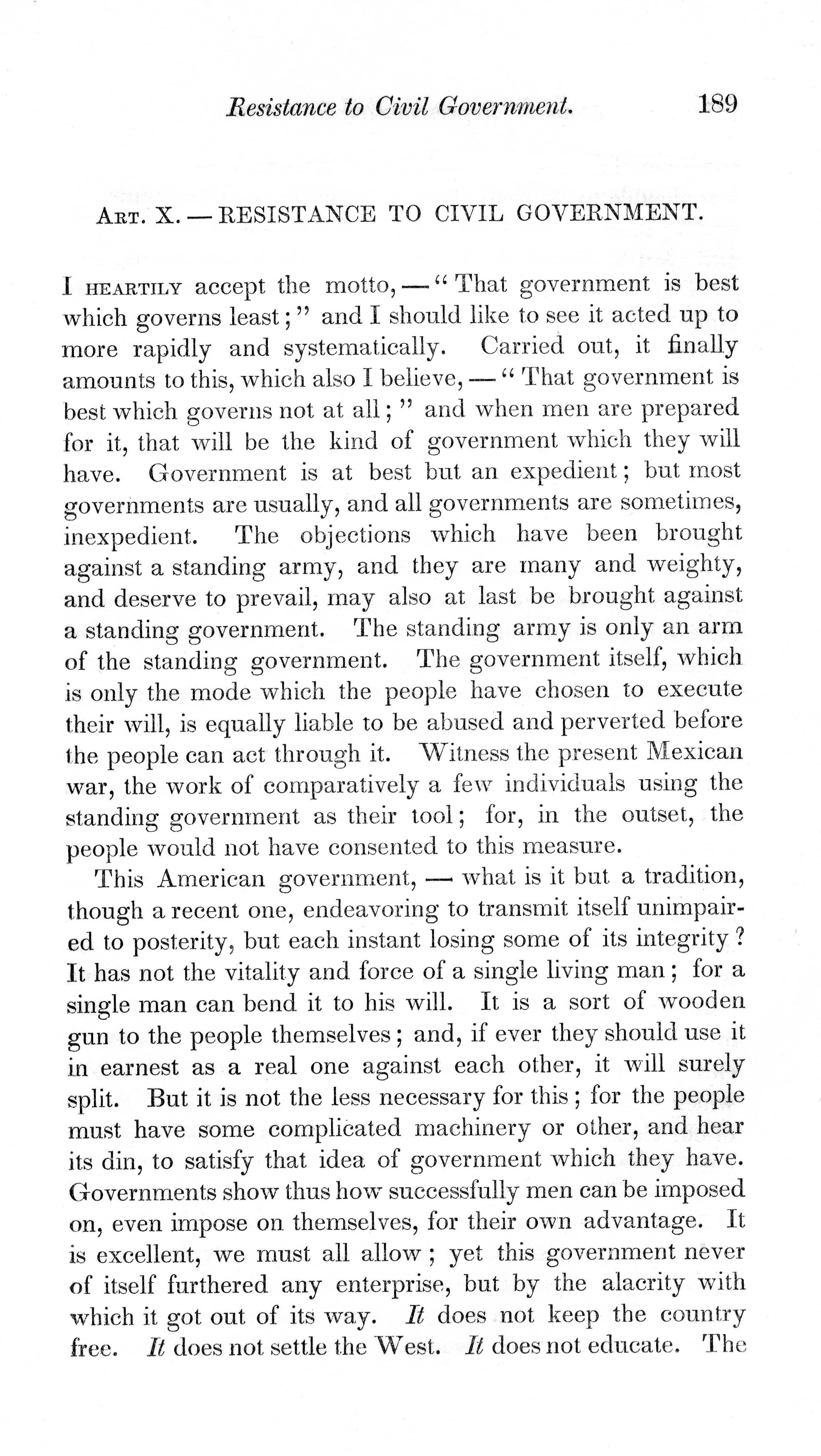
Erste Seite der ersten Druckausgabe von Thoreaus Resistance to Civil Government, 1849 (ab 1866 veröffentlicht als Civil Disobedience)

Ziviler Ungehorsam kann nur im Rahmen einer staatlichen Einheit geübt werden. Er setzt Rechtsnormen voraus, die von einem Staat oder einer Regierung durchgesetzt werden. Ein Staatsbürger, der diesen Normen unterworfen ist, kann sie entweder akzeptieren oder  teilweise oder komplett ablehnen. Da gesetzliche Normen jedoch konstitutiv für jeden Staat sind, wäre für den Staatsbürger die einzige gesetzeskonforme Möglichkeit, sich ihnen teilweise oder vollständig zu entziehen, die Staatsbürgerschaft aufzugeben und den Geltungsbereich der beanstandeten Rechtsnormen zu verlassen. Deshalb kann von Individuen, die moralisch motiviert zivilen Ungehorsam üben, nicht erwartet werden, dass sie das politische System, in dem sie handeln, bedingungslos akzeptieren, sondern es reicht aus, wenn sie die Gesetze oder den Staat als Ganzes temporär akzeptieren oder hinnehmen.
Mit Akten zivilen Ungehorsams beabsichtigt der Ungehorsame, auf einzelne Gesetze oder Regeln hinzuweisen, die er uneigennützig als ungerecht empfindet. Mit dieser Art des Hinweises will er auf eine Veränderung hinwirken. Ziviler Ungehorsam zeigt sich dann entweder in einer durch das Gewissen gebotenen Verletzung genau der Gesetze oder Regeln, die als ungerecht bewertet werden (unmittelbarer ziviler Ungehorsam), oder als Verletzung gerechter Gesetze, um auf die Ungerechtigkeit anderer öffentlich und symbolisch hinzuweisen (mittelbarer ziviler Ungehorsam). Der Handelnde beruft sich damit auf ein höheres Recht, sei es göttliches Recht, Naturrecht oder Vernunftrecht, als das qua Gesetz gegebene positive Recht. Derjenige, der zivilen Ungehorsam übt, nimmt bewusst die Gefahr auf sich, für seine Handlungen bestraft zu werden. Umstritten ist, ob ziviler Ungehorsam grundsätzlich gewaltfrei sein muss, da das Konzept der Gewaltfreiheit abhängig ist von jeweils verwendeten Definitionen von Gewalt. Oft wird deshalb stattdessen auf die symbolische Bedeutung von Handlungen zivilen Ungehorsams Bezug genommen und die Gewaltproblematik ausgespart.
Rechtsphilosophisch steht der Handelnde so im Spannungsfeld zwischen dem durch gesetzliche Normen gegebenen positiven Recht, dem er als Staatsbürger unterworfen ist, und Gerechtigkeitsnormen, denen er sich durch sein Gewissen verpflichtet fühlt. Rechtstheoretisch gehen Theorien zivilen Ungehorsams damit von der Existenz eines göttlichen Rechts, eines Naturrechts oder eines Vernunftsrechts aus, das über das positive Recht hinausgeht und zu diesem in einem Begründungszusammenhang steht. Der Rechtspositivismus dagegen befasst sich ausschließlich mit dem positiven Recht und bestreitet die Existenz eines solchen übergeordneten, ungeschriebenen Rechts. Unter der Annahme eines strikten Dualismus von Recht und Moral besitzt der zivile Ungehorsam in dieser rechtstheoretischen Lehre a priori keinen besonderen rechtlichen Status, der in der Rechtsprechung berücksichtigt werden könnte.

### Henry David Thoreau

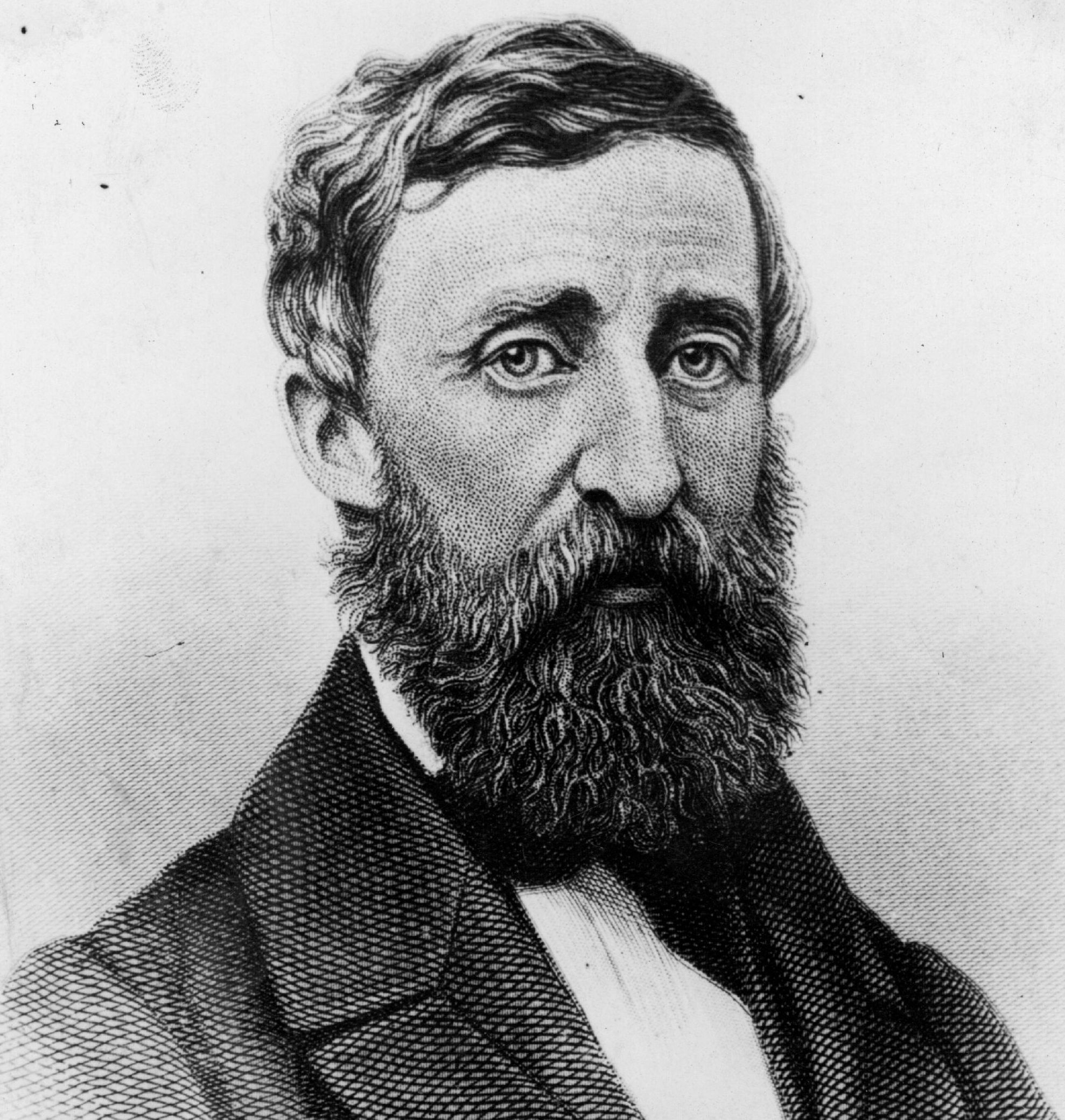
Henry David Thoreau

Der Ausdruck ziviler Ungehorsam (im Englischen civil disobedience) wurde vom Amerikaner Henry David Thoreau in seinem Essay Civil Disobedience geprägt, in dem er erklärte, warum er aus Protest gegen den Krieg gegen Mexiko und die Sklavenhaltung keine Steuern mehr bezahlte. Thoreau befasste sich nicht direkt mit zivilem Ungehorsam, sondern mit den Gewissenskonflikten, die er als Bürger, Wähler und Steuerzahler auszutragen hatte. Militärischer Dienst im Krieg und die Bezahlung von Steuern stellen für Thoreau Fälle dar, in denen ein Bürger dem Staat aus Gewissensgründen den Gehorsam verweigern kann.
Ausgehend von der Auffassung, dass Regierungen künstliche Gebilde sind, die den Zweck haben, den Interessen des Volkes zu dienen, zielen seine Überlegungen zum zivilen Ungehorsam auf eine bessere Regierung: „Die rechtmäßige Regierungsgewalt […] ist immer unvollständig: um nämlich unbedingt gerecht zu sein, muss sie Vollmacht und Zustimmung der Regierten haben“ Ungerechte Gesetze und Handlungen müssten von redlichen Bürgern, die sich einem höheren Gesetz als der Verfassung oder dem der Mehrheit verpflichtet fühlten, auf ihre Legitimität überprüft werden. Diese Ideen bauen auf den Gründungsmythos der Vereinigten Staaten auf, der beinhaltet, dass Einzelne und Gruppen gegen alle Widrigkeiten Recht schaffen können, was sich unter anderem auch in den Federalist Papers von 1787/88 widerspiegelt. In diesen beschreibt Alexander Hamilton den Einzelnen als grundlegendes Element jeder politischen Einheit. In den Vereinigten Staaten der 1840er und 1850er Jahre führte dieses Politikverständnis zu vielerlei sozialen und politischen Experimenten, die neben anderen teils frühsozialistische, teils anarchistische Gedanken aufgriffen. Beispielhaft stehen hier Kolonien, die auf Ideen des Utopisten Charles Fourier und des Anarchisten Josiah Warren aufbauten. Wenngleich Thoreau intellektuelle Distanz zu deren Konzepten hielt, entwickelte er seine eigenen Überlegungen in diesem Gesamtkontext sozialen und politischen Aufbruchs. Thoreau argumentiert, dass durch das politische Instrument des zivilen Ungehorsams das Gesetz in Übereinstimmung mit dem, was einem das Gewissen vorschreibt, gebracht werden soll. Wie in den Federalist Papers beschreibt er so das Individuum als grundlegend gestaltendes Element politischer Einheiten. Seine Darlegungen implizieren aber auch, dass Gesetze respektiert werden müssen, solange sie gerecht sind. Daraus resultiert an den einzelnen Bürger die Forderung eines – wie Jürgen Habermas es später nennt – qualifizierten Rechtsgehorsams.

### John Rawls und Jürgen Habermas
In Anlehnung an die Fundierung des zivilen Ungehorsams im individuellen Gerechtigkeitsempfinden durch Thoreau beschreiben John Rawls wie auch Jürgen Habermas Akte zivilen Ungehorsams als kalkulierte Regelverletzungen symbolischen Charakters, die durch ihre Illegalität auf die Dringlichkeit des vertretenen Anliegens hinweisen sollen. Ziel sei es, die Mehrheit durch Appelle an deren Gerechtigkeitssinn und die Einsichtsfähigkeit aufzurütteln. Der zivile Ungehorsam stehe damit „aus guten Gründen in der Schwebe zwischen Legitimität und Legalität“. Um eine Wirkung als ziviler Ungehorsam zu entfalten, müsse die jeweilige Handlung moralisch gerechtfertigt und auf das öffentliche Wohl gerichtet sein. Handlungen, die Partikularinteressen oder gar eigenen, individuellen politischen oder ökonomischen Interessen dienen, werden damit nicht als ziviler Ungehorsam bezeichnet. Nach Rawls wird er

„[…] in Situationen ausgeübt, wo man mit Festnahme und Bestrafung rechnet und sie ohne Widerstand hinnimmt. Auf diese Weise zeigt der bürgerliche Ungehorsam, dass er legale Verfahrensweisen respektiert. Der bürgerliche Ungehorsam bringt den Ungehorsam gegenüber dem Gesetz innerhalb der Grenzen der Rechtstreue zum Ausdruck, und dieses Merkmal trägt dazu bei, dass in den Augen der Mehrheit der Eindruck geweckt wird, es handele sich wirklich um eine Sache der Überzeugung und Aufrichtigkeit, die tatsächlich an ihren Gerechtigkeitssinn gerichtet ist.“

Auch für Habermas muss der zivile Ungehorsam moralisch begründet und öffentlich sein, damit ausgeschlossen wird, dass Mitglieder der Gesellschaft ihn um eines persönlichen Vorteils willen ausüben. Dazu trage auch bei, dass der zivile Ungehorsam die Verletzung einer oder mehrerer Rechtsnormen beinhalte und diese Verletzung als illegal zu bestrafen sei. Erst nachdem die üblichen Verfahrensweisen in einem demokratischen Rechtsstaat versagt hätten, könne der bürgerliche Ungehorsam eine letzte Zuflucht darstellen und sei damit keine normale politische Handlung. – Im Normalfall müssten die institutionellen Möglichkeiten, gegen getroffene Entscheidungen vorzugehen, etwa durch Befolgung des Rechtsweges, ausgeschöpft sein. Es seien aber auch Fälle denkbar, in denen die Institutionen übersprungen und direkt zum Mittel des zivilen Ungehorsams übergegangen werden müsse. 
"Wenn die Repräsentativverfassung vor Herausforderungen versagt, die die Interessen aller Bürger tangieren, muss das Volk in Gestalt seiner Bürger, auch einzelner Bürger, in die originären Rechte des Souveräns eintreten dürfen."
 Für Habermas steht der demokratische Rechtsstaat „[…] vor einer paradoxen Aufgabe: Er muß das Mißtrauen gegen ein in legalen Formen auftretendes Unrecht schützen und wachhalten, obwohl es eine institutionell gesicherte Form nicht annehmen kann.“ Wie schon für Thoreau ist der zivile Ungehorsam für Habermas als „Element einer reifen politischen Kultur“ ein Instrument zur Verbesserung des Staates.

### Gandhis Lehre des Satyagraha

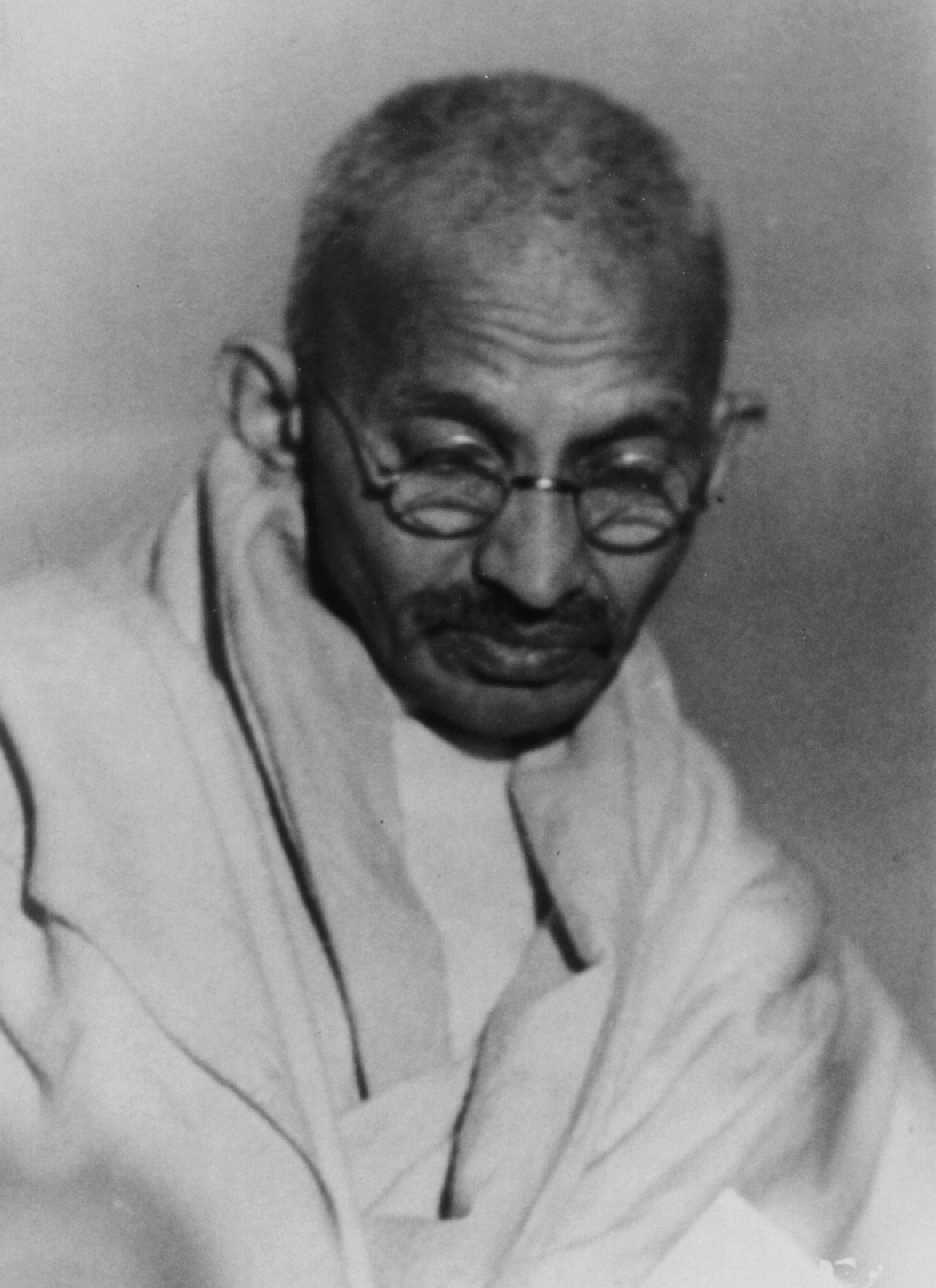
Mohandas Karamchand Gandhi (um 1925)

Zu Beginn des 20. Jahrhunderts entwickelt Mohandas Karamchand Gandhi aus einer indischen Tradition heraus seine Lehre des Satyagraha (Sanskrit: सत्याग्रह satyāgraha) – nicht als Philosoph oder Theoretiker, sondern als ein Handelnder, der ein Anliegen hat. Insofern steht er in der Tradition von Thoreau, allerdings ausgehend von einem völlig anderen Ausgangspunkt, der in den religiösen Ideen des Hinduismus und des Jainismus begründet liegt. Obwohl er den englischen Begriff civil disobedience zunächst von Thoreau übernimmt, um seinen Weg des Satyagraha vor allem den englischsprachigen Lesern zu erklären, distanziert er sich im Weiteren jedoch von Thoreau und erklärt, ein breiteres Konzept zu verfolgen:

„Die Aussage, ich hätte meine Idee des Zivilen Ungehorsams aus den Schriften Thoreaus abgeleitet, ist falsch. Der Widerstand gegen die Obrigkeit in Südafrika war bereits weit fortgeschritten, bevor ich den Aufsatz erhielt … Als ich den Titel von Thoreaus großartigem Aufsatz sah, begann ich seinen Ausdruck zu verwenden, um den englischen Lesern unseren Kampf zu erklären. Ich fand jedoch, dass selbst Ziviler Ungehorsam nicht die ganze Bedeutung des Kampfes vermittelte. Deshalb nahm ich den Ausdruck Ziviler Widerstand.“

Der zivile Ungehorsam ist für Gandhi eine Methode, die in einem größeren Zusammenhang ihre Wirkung entfaltet. Die Strategie des Satyagraha soll die Gefühle und das Gewissen des jeweiligen Adressaten ansprechen. Durch Ahimsa (Devanagari: अहिंसा, Vermeiden von Gewalt, Gewaltlosigkeit), begleitet von der Bereitschaft, Schmerz und Leiden auf sich zu nehmen (love force oder soul force) will Satyagraha den Gegner von der Falschheit seiner Handlung überzeugen: „Das Ziel des Satyagrahi ist den falsch Handelnden zu bekehren, nicht zu bezwingen.“
Für die Ausübung zivilen Ungehorsams im indischen Unabhängigkeitskampf stellt Gandhi klar, dass er ohne vorherige Planung und ein ergänzendes „constructive programme“ nur Draufgängertum darstelle, und damit alleine schlimmer als nutzlos sei.

## Geschichte
Während Thoreau im Jahre 1849 den zivilen Ungehorsam erstmals als politisches Instrument beschrieb, mittels dessen Bürger eines verfassten Staates auf Ungerechtigkeiten im politischen Prozess hinweisen können, sind Ansätze, die das Konzept in konkreten Situationen beschreiben, schon einige hundert Jahre vor unserer Zeitrechnung nachweisbar.
Viele Berichte aus der Antike sind entweder mythologischer Natur, oder es ist nicht klar, inwieweit die damaligen Geschichtsschreiber tatsächliche Ereignisse ausgeschmückt haben. Interessant bleiben diese Berichte, da trotz fehlender oder umstrittener historischer Bezüge ein Nachweis existiert, dass Ideen und Strategien, die mit Konzepten zivilen Ungehorsams nach der ersten Erwähnung des Begriffs durch Thoreau vergleichbar sind, bereits in der Antike existierten. Die vernunftrechtliche Begründung Thoreaus kontrastierend führt eine christliche Tradition zivilen Ungehorsams ihre Wurzeln unter Berufung auf ein göttliches Recht auf den Römerbrief des Apostels Paulus (Röm 13,1 ) und die Apostelgeschichte (Apg 5,29 ) zurück: „Man muss Gott mehr gehorchen denn den Menschen.“
Da das Konzept vor Thoreau noch nicht theoretisch fundiert war, betten die unten aufgeführten Beispiele die theoretischen Entwicklungen seit dem 19. Jahrhundert und die Handlungsformen seit Thoreau bis zur Gegenwart in einen historischen Kontext ein. Der zivile Ungehorsam ist kein statisches Konzept, sondern er wurde und wird als ein soziales Konzept in unterschiedlichen kulturellen und zeitgeschichtlichen Zusammenhängen mit oder ohne dezidiertem philosophischen Bezug geübt und entwickelt. Deshalb kann für diese Form sozialen Protests auch in der Gegenwart keine vollständige Übereinstimmung mit theoretischen Ansätzen angenommen werden.

### Historische Vorläufer

#### Bibel
Das älteste schriftliche Zeugnis zivilen Ungehorsams findet sich nach David Daube in der Bibel. Im Tanach, in Ex 1,15-17  wird beschrieben, wie der ägyptische Pharao den hebräischen Hebammen befiehlt, alle neugeborenen Jungen zu töten. Diese Situation, in der sich die Hebammen weigern, einen befohlenen Genozid auszuführen, erfüllt bereits die beiden Hauptkriterien zivilen Ungehorsams: Er ist gewaltfrei, und die Handelnden – in diesem Fall die Hebammen – berufen sich in ihrer Gottesfurcht auf ein höheres als das durch den Herrscher gesetzte positive Recht. Der Akt des Ungehorsams der Hebammen gegenüber dem Pharao bleibt allerdings nur für die Hebräer, nicht für den Herrscher selbst erkennbar.
Frühe christliche Konzepte finden sich im Römerbrief des Apostels Paulus (Röm 13,1 ) und in der Apostelgeschichte (Apg 5,29 ). Auch hier wird das göttliche Recht über das menschliche gesetzte Recht gestellt.

#### Griechenland

##### Prometheus

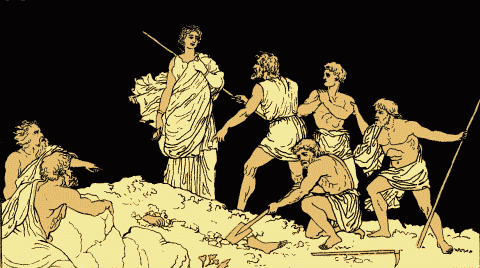
Antigone bei der Beerdigung von Polyneikes

In der griechischen Mythologie versagt laut Hesiod (um 700 v. Chr.) der höchste olympische Gott Zeus den Menschen das Feuer. Der Titan Prometheus, der zuvor die Menschen geschaffen hat, ist der Meinung, dass die Menschen ein Recht auf die Nutzung des Feuers hätten. Deshalb bringt er es den Menschen und widersetzt sich mit dieser Handlung dem göttlichen Recht des Zeus. Zur Strafe wird der unsterbliche Prometheus im Kaukasus an einen Felsen gefesselt und muss es erdulden, dass ein Adler jeden Tag von seiner Leber frisst, bis er später von Herakles befreit wird.

##### Antigone
In Sophokles’ Tragödie Antigone (442 v. Chr.) beerdigt die Protagonistin ihren Bruder Polyneikes entgegen dem Befehl ihres Onkels, des Königs Kreon. Auch hier übt eine Frau, die sich in ihrem Akt gewaltfrei einem höheren Recht verpflichtet fühlt, zivilen Ungehorsam:

„Kreon: Und wagtest, mein Gesetz zu übertreten?

Antigone: Der das verkündete war ja nicht Zeus,
Auch Dike in der Totengötter Rat
Gab solch Gesetz den Menschen nie. So groß
Schien dein Befehl mir nicht, der sterbliche,
Dass er die ungeschriebnen Gottgebote,
Die wandellosen, konnte übertreffen.
Sie stammen nicht von heute oder gestern,
Sie leben immer, keiner weiß, seit wann.
[…] Und sterben muss ich doch, das wusste ich
Auch ohne deinen Machtspruch.“

Sie stellt sich damit offen gegen den Befehl ihres Onkels, behauptet, moralisch richtig gehandelt zu haben und ist bereit, sich der weltlichen Rechtsprechung durch Kreon zu unterwerfen und für ihre Tat zu büßen. Sie verweist darauf, dass diese weltliche Rechtsprechung nicht durch göttliches Recht gedeckt ist.

##### Lysistrata

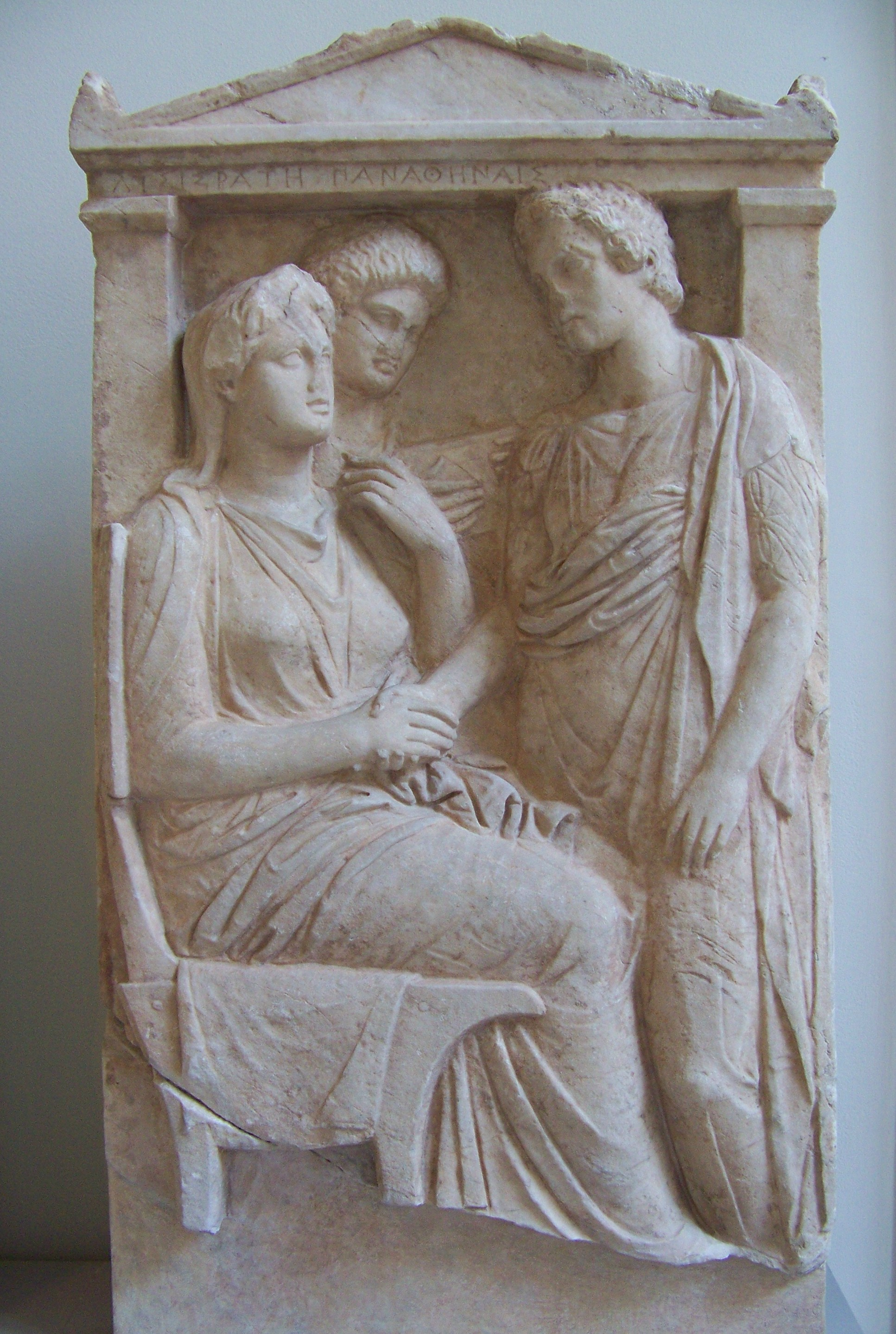
Lysistrata, Marmor-Stele, 350–325 v. Chr.

Die erste Beschreibung einer pazifistisch inspirierten Sitzblockade gibt Aristophanes in seiner Komödie Lysistrata (411 v. Chr.): Die Frauen Athens wollen das Ende des Peloponnesischen Krieges mit Sparta erzwingen, indem sie den Zugang zum Parthenon, der Schatzkammer Athens, durch eine Art Sit-in verwehren, um damit dem Krieg die materielle Grundlage zu nehmen. Zusätzlichen privaten Druck üben sie auf ihre Männer durch gemeinsam abgesprochene sexuelle Verweigerung aus. Bedeutung bekam das Thema der Lysistrata in der Friedensbewegung in der zweiten Hälfte des 20. Jahrhunderts, während der in Film- und Theaterproduktionen aktuelle Ereignisse unter Nutzung des Namens und der Strategien Lysistratas künstlerisch verarbeitet wurden.
Daube zufolge ist das Auftreten von Frauen in diesen sehr frühen Fällen kein Zufall, sondern liegt in der patriarchalen Struktur der jeweiligen Gesellschaften begründet, in denen Frauen keine legale Teilhabe an der Herrschaft hatten. In den beiden ersten beschriebenen Fällen zeigen sich zwei grundsätzliche Ausprägungsformen des zivilen Ungehorsams, zum einen die passive Verweigerung, Anweisungen oder Befehle zu befolgen, durch die Untätigkeit im Falle der angeordneten Ermordung der Jungen, zum anderen durch den aktiven und offenen Widerstand gegen Kreons Befehl durch Antigone. Der Ungehorsam Antigones kommt dabei der modernen Auffassung vom zivilen Ungehorsam näher, da sie – ergänzend zu den genannten Kriterien – den Herrscher auf seinen Fehler aufmerksam macht, und ihm damit die Möglichkeit gibt, seinen Fehler einzusehen, was er letztlich jedoch nicht tut. Die athenischen Frauen demonstrieren mit ihrer Sitzblockade eine Form kollektiven Protests, wie sie heute noch häufig Anwendung findet. Charakteristisch ist, dass es sich in den Beschreibungen aller dieser Fälle um existenzielle Probleme dreht, um Leben und Tod, das heißt um Fälle, in denen jede Verzögerung infolge einer Beachtung des Rechtswegs irreversible Konsequenzen hat. Damit wird der Ungehorsam in Übereinstimmung mit modernen Konzeptionen als ein letztes Mittel beschrieben.

##### Sokrates

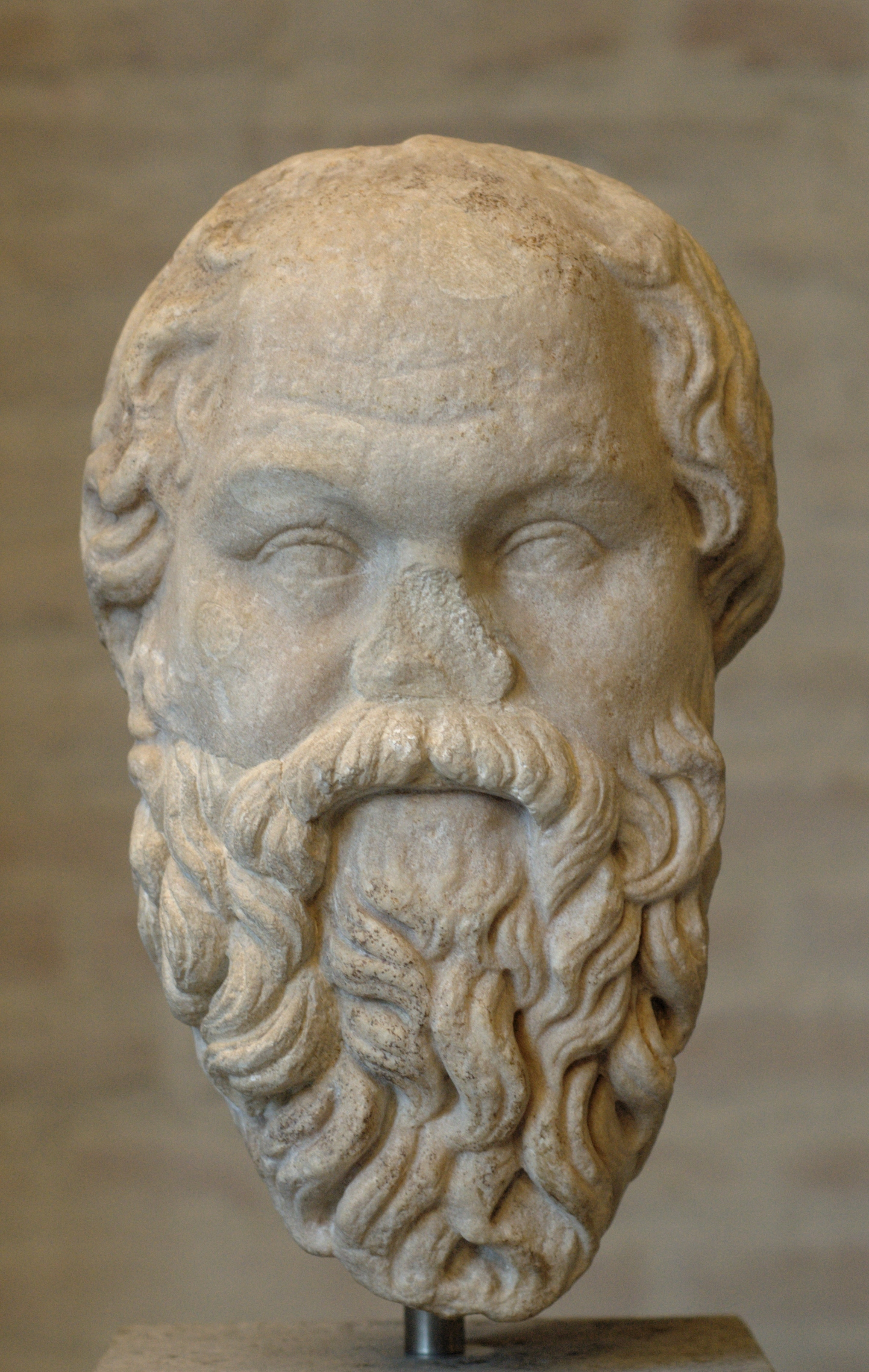
Sokrates (römische Kopie eines griechischen Originals, Lysipp um 320 v. Chr.)

Platon lässt Sokrates in seiner Apologie zwei Fälle schildern, in denen er sich ausdrücklich gegen gesetzwidrige Befehle wendet, zunächst unter einer demokratischen Verfassung, später unter der Herrschaft der Dreißig. Als Prytan weigert er sich während des Peloponnesischen Krieges (431 v. Chr. bis 404 v. Chr.) entgegen der Rechtslage zehn Feldherren zu verurteilen:

„Und als die Wortführer schon bereit waren, mich zu verhaften und abführen zu lassen […], da glaubte ich lieber im Bunde mit Gesetz und Recht mich der Gefahr aussetzen zu sollen, als bei den ungerechten Beschlüssen auf eure Seite zu treten aus Furcht vor Gefängnis und Tod.“

Einige Jahre später, unter der Herrschaft der Dreißig (404-403 v. Chr.), lehnt er es ab, einen Befehl der Tyrannen auszuführen, mit dem sie – so Sokrates – versuchen, ihn „in ihre Schuld zu verstricken“, und ging nach Hause, ohne „etwas Unrechtes und Unfrommes zu tun. […] Und vielleicht hätte ich deswegen sterben müssen, wenn jene Regierung nicht kurz danach gestürzt wäre“. Als Amtsträger, nicht nur als einfacher Bürger weigert sich Sokrates in beiden Fällen, rechtswidrige Befehle auszuführen.

#### Rom
Mittels der secessio plebis, des Ausmarsches des einfachen Volkes aus der Stadt, setzten die Plebejer der Stadt Rom im Jahre 494 vor unserer Zeitrechnung durch, dass ihnen die Patrizier in den Römischen Ständekämpfen mehr Rechte zugestanden: Sie verließen die Stadt Rom, gingen zum Heiligen Berg und erklärten, sie würden bis zur Erfüllung ihrer Forderungen weder arbeiten noch kämpfen. Damit wurde erstmals in der Geschichte das Instrument des Generalstreiks zur Durchsetzung politischer und ökonomischer Forderungen genutzt. Die Plebejer erreichten mit ihrer Aktion zum einen die Einsetzung von zwei Volkstribunen und drei Aedilen als gewählte Vertreter zur Wahrnehmung ihrer Interessen, zum anderen erreichten sie einen Schuldennachlass. Um 450/449 und 287 vor unserer Zeitrechnung fanden zwei weitere secessiones plebis statt, die letztlich durch die Zwölftafelgesetze zu einer allgemeinen Rechtssicherheit und damit einhergehend zu einer deutlichen Statusverbesserung der Plebejer führten.
Die im Vergleich zu Griechenland weitaus seltenere Schilderung von Handlungen zivilen Ungehorsams durch Frauen im alten Rom deutet nach Daube darauf hin, dass dort die Stellung der Frauen eine andere war. Damit rücken zwei historische Situationen in den Fokus der Aufmerksamkeit, in denen die römischen Frauen aktiv werden. – Eine, in der ihnen ein Statusverlust droht, und eine zweite, in der der für sie übliche Instanzenweg zunächst versagt:
Im Jahre 195 vor unserer Zeitrechnung wehrten sich die freien Frauen Roms gegen einen Erlass, mit dem die finanziellen Ausgaben der Frauen für Kleidung und Schmuck einige Jahre zuvor während des zweiten punischen Krieges deutlich begrenzt worden waren. Sie blockierten die Büros zweier konservativer Volkstribunen, bis diese ihren Widerstand gegen die Aufhebung des Erlasses aufgaben. In der beginnenden Periode kulturellen und ökonomischen Wachstums hatten die Frauen, wie Lucius Valerius im Namen der Römerinnen argumentiert, Angst, dass ihre Männer durch die besser gekleideten ausländischen Frauen von ihnen abgelenkt würden, während die Männer sich selbst derartigen Kleidungsrestriktionen nicht unterworfen hatten. In der rhetorischen Auseinandersetzung mit Lucius Valerius versucht Cato, wie Livius später berichtet, den Protest der Frauen erfolglos als Eigennutz zu entlarven, als Aufruhr und einen verdammenswerten ersten Schritt auf dem Weg zur Forderung nach völliger Gleichberechtigung. Während Cato den Frauen gleichsam revolutionäre Motive unterstellt, erklärt Lucius Valerius den Protest der Römerinnen als eine pragmatische Forderung nach Gerechtigkeit in einer konkreten Situation, die als ungerecht empfunden wurde. Nichtsdestoweniger begann mit der Aufhebung dieses Gesetzes eine Entwicklung, in der die Frauen Roms zunehmend Rechte zuerkannt bekamen, beispielsweise das Recht, frei über ihre Mitgift zu verfügen.

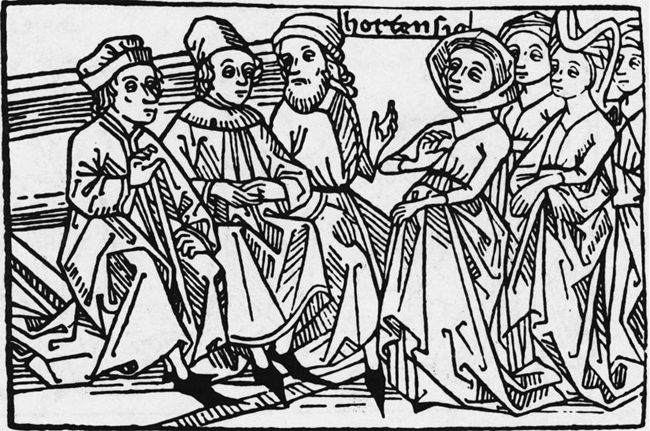
Hortensia

Im Jahre 42 vor unserer Zeitrechnung planten die Triumvirn eine Sondersteuer für wohlhabende Frauen. Dies hätte eine deutliche Änderung des Status quo bedeutet, demzufolge Frauen nicht besteuert wurden. Die betroffenen Frauen versuchten, zunächst über die Ehefrauen der Triumvirn Einfluss zu nehmen, und so die Sondersteuer zu kippen. Als dieser Weg keinen Erfolg zeitigte, marschierten die Frauen wie schon gut 150 Jahre zuvor zum Forum und verlangten, den Triumvirn ihr Anliegen vortragen zu dürfen. Nachdem sie zunächst auf Veranlassung der Triumvirn durch die Liktoren vertrieben werden sollten, bekam ihre Wortführerin Hortensia am folgenden Tag die Gelegenheit, ihr Anliegen vorzutragen. Sie argumentierte, dass die Frauen ohne offizielle Teilhabe am politischen Leben nicht steuerpflichtig sein sollten. Das Gegenargument der Triumvirn, dass die Frauen ja keinen Militärdienst leisten müssten und das durch das Zahlen einer Steuer ausgleichen sollten, akzeptierten sie hingegen nicht. Letztlich erreichte Hortensia mit ihrer Rede, unterstützt durch die Demonstration der Frauen, eine Steuersenkung.

#### Ciompi-Aufstand im mittelalterlichen Florenz (Italien, 1378)

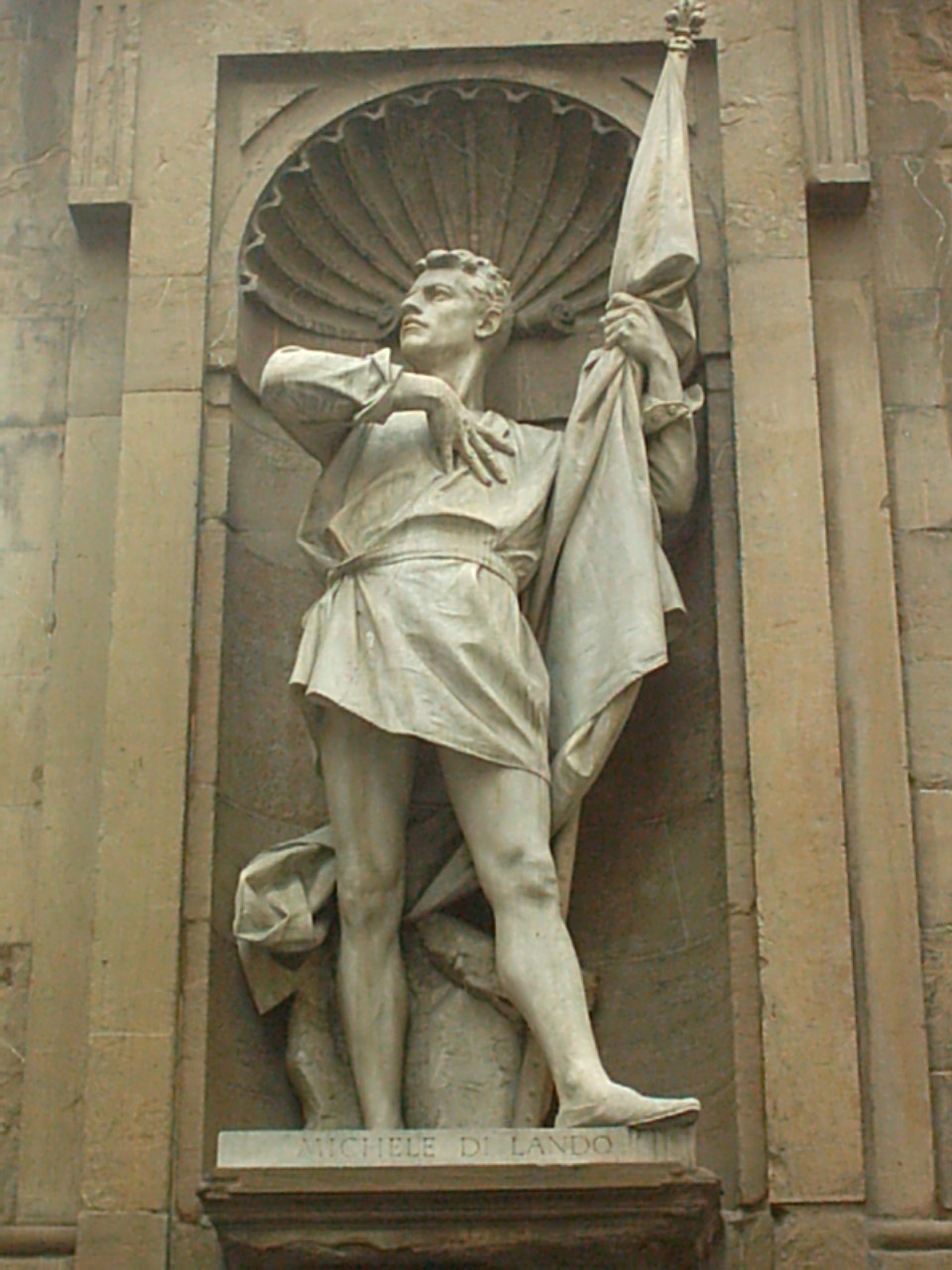
Statue des Michele di Lando in der Loggia del Mercato Nuovo in Florenz

Im Sommer 1378 erhoben sich unter der Führung von Michele di Lando in Florenz die Ciompi, die Wollweber – die Lohnarbeiter der Florentiner Bekleidungsindustrie – gegen die herrschende Ordnung, die zu zunehmender Armut und Abhängigkeit von ihren Arbeitgebern geführt hatte. Charakteristisch für diesen Aufstand ist, dass in der zweiten Phase des Aufstands, im Juli, von Seiten der zu dieser Zeit erfolgreichen Aufständischen komplett auf Gewalt gegen Menschen und Plünderungen verzichtet wurde. Zurückgeführt wird das auf eine Gerechtigkeitsideologie, nach der dieser Aufstand nicht der persönlichen Bereicherung dienen sollte, sondern einer Gerechtigkeit im Sinne von ökonomischer Gleichheit. Dies führte dazu, dass alles das, was als Luxusgut erkannt wurde – herrschaftliche Häuser, Möbel, Schmuck – zerstört und verbrannt wurde. Infolge dieses Aufstandes wurde den Ciompi vorübergehend eine eigene Gilde zugestanden. Der Ciompi-Aufstand ist sicherlich nicht in seiner gesamten Entwicklung als ziviler Ungehorsam einzuordnen. Jedoch sind insbesondere im Juli die Handlungen der Beteiligten dieses frühindustriellen Arbeiteraufstandes durch das gemeinsame Ziel der Gerechtigkeit und das Fehlen von gewalttätigen Aktionen gegen Menschen modernen Vorstellungen zivilen Ungehorsams zumindest teilweise vergleichbar. Für die Vergleichbarkeit mit modernen Vorstellungen zivilen Ungehorsams problematisch zu sehen ist dagegen die massive Zerstörung von Eigentum, die deutlich über symbolische Gesten hinausgeht.

#### Die Rebellion des Robert Ket in Norfolk (England, 1549)
Der Gerber und Grundherr Robert Ket führte im Jahre 1549 eine Bauernrebellion mit etwa 15.000 Aufständischen in der englischen Grafschaft Norfolk gegen den dortigen Landadel an. Klerus, Grundbesitzer und Adel hatten in dieser Zeit zunehmend begonnen zuvor frei zugängliches Land zur Versorgung ihrer Schafe einzuhegen. Dabei erschlossen sie nicht nur neues Land, sondern sie erklärten außerdem oft die lokale Allmende zu ihrem Privateigentum. Im Rahmen des Aufstandes wurden die Einhegungen niedergerissen, einschließlich derer Roberts Kets. Bemerkenswert an diesem Aufstand ist, dass Ket Morden und Plündern untersagte, und dass das Niederreißen der Einhegungen erst nach sorgfältiger Rechtsprechung durch Ket geschah. Die Einhegung durch die Grundbesitzer wurde durch die Landbevölkerung als Diebstahl betrachtet. Ket verdeutlichte durch seine Rechtsprechung, dass das Ziel des Aufstandes die Wiederherstellung eines rechtmäßigen Zustandes war.

#### Veröffentlichung parlamentarischer Debatten im Vereinigten Königreich (1771)
Nachdem 1660 in England unter König Karl II. die Veröffentlichung parlamentarischer Debatten verboten worden war und dieses Verbote 1723 erneuert und 1760 verschärft worden waren, formierte sich zunehmender Widerstand. Ab Mitte der 1760er Jahre vermuteten Londoner Verleger – motiviert durch Veröffentlichungen von John Wilkes – ein gesteigertes öffentliches Interesse an einer politischen Berichterstattung. Dazu kam ein zunehmender wirtschaftlicher Druck aufgrund des gesteigerten Wettbewerbs auf dem Zeitungsmarkt. Das Publikationsverbot wurde gezielt von mehreren Zeitungen übertreten. 1771 wurden zwei Verleger – Robert Wheble vom Middlesex Journal und Roger Thompson vom Gazetteer – deswegen in Haft genommen. Als zwölf weitere Verleger verhaftet werden sollten, spitzte sich die Situation zu. Demonstrationen erreichten letztlich die Freilassung und die Änderung der Praxis. Ab 1774 durfte Luke Hansard die Journals of the House of Commons, die Debattenprotokolle des Unterhauses, wortgetreu veröffentlichen. Dies bedeutete einen wichtigen Schritt in der britischen Aufklärung. Durch die gezielten Gesetzesverstöße der Journalisten wurde damit eine offene und wahrheitsgetreue Parlamentsberichterstattung möglich, die auch Edmund Burke, eine political culture of secrecy beklagend, gefordert hatte.

### Henry David Thoreau (USA, 1846)
Aus Protest gegen die Sklaverei und den Krieg gegen Mexiko weigerte sich Thoreau, seine Steuern nachzuzahlen, und verbrachte deshalb den 23. Juli 1846 im Gefängnis. Dieser Gefängnisaufenthalt motivierte ihn zu seiner Schrift Über die Pflicht zum Ungehorsam gegen den Staat, die später zur Standardquelle wurde. Mit diesem Aufsatz gab er dem Konzept zum ersten Mal den Namen civil disobedience und inspirierte viele folgende Theoretiker und Praktiker des zivilen Ungehorsams, wie Leo Tolstoi, Gandhi und Martin Luther King.

### Gandhi und der Salzmarsch (Indien, 1930)

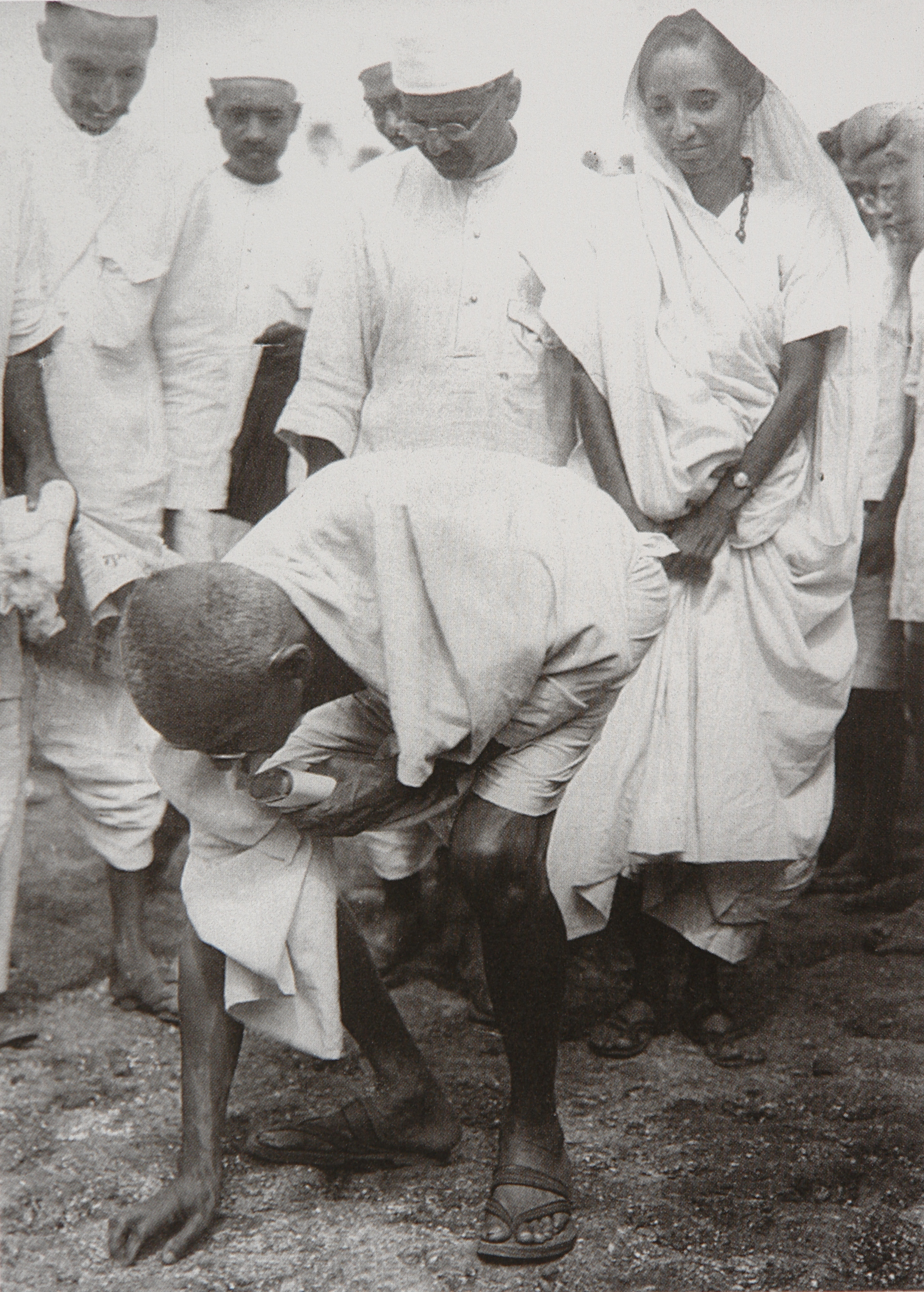
Gandhi verstößt am Ende des Salzmarsches durch das Aufheben von Salz gegen das britische Kolonialrecht (5. April 1930).

Als Mohandas Karamchand Gandhi am Ende des Salzmarsches am 6. April 1930 am Strand von Dandi Salz vom Boden aufhob, brach er symbolisch das Salzmonopol der britischen Kolonialherren. Zuvor hatte er dem britischen Vizekönig, Lord Irwin, die Aktion angekündigt:

„Wenn mein Brief Ihr Herz nicht berührt, werde ich am elften Tag dieses Monats mit so vielen Mitarbeitern des Aschrams wie möglich fortfahren, die Bestimmungen der Salz-Gesetze zu missachten. Ich betrachte diese Steuer als die ungerechteste von allen vom Standpunkt der Armen. Da die Unabhängigkeitsbewegung im Wesentlichen für die Ärmsten im Land ist, wird der Anfang mit diesem Übel gemacht.“

Gandhi zog mit 78 seiner Anhänger, den Satyagrahi, am 12. März 1930 von seinem Sabarmati-Aschram bei Ahmedabad über 385 Kilometer zum Arabischen Meer nach Dandi (Gujarat). Nach einem 24-tägigen Marsch hob er einige Körner Salz vom Strand auf, was einen symbolischen Bruch des britischen Salzmonopols bedeutete. Während des gesamten Salzmarsches berichtete die internationale Presse über die Protestaktion, mehrere zehntausend Beobachter säumten die Straßen. Seinem gewaltfreien Vorbild folgten im Anschluss an den Salzmarsch viele Inder und gewannen Salz, indem sie Meerwasser verdunsten ließen und es teilweise steuerfrei weiterverkauften. In der Folge wurden etwa 50.000 Inder verhaftet, unter anderem große Teile der Führungselite des Indischen Nationalkongress. Letztendlich führte diese Protestaktion zum Ende der britischen Kolonialherrschaft in Indien. Damit gehen die Proteste Gandhis über das hinaus, was im Allgemeinen als ziviler Ungehorsam bezeichnet wird. Gandhi selbst hatte sich von diesem Begriff distanziert und begriff seine Arbeit als zivilen Widerstand. Allerdings gelten die Methoden, die Gandhi in den Protestaktionen nutzte und entwickelte, in ihrer Gewaltlosigkeit als beispielhaft für Protestaktionen zivilen Ungehorsams.

### Ziviler Ungehorsam während der nationalsozialistischen Diktatur (1933–1945)
Teilweise werden der Widerstand der norwegischen Lehrer (1942) und andere vergleichbare Handlungszusammenhänge als Akte zivilen Ungehorsams gedeutet. Da hier jedoch Besatzungssituationen vorliegen, sind nur die Instrumente vergleichbar: die Lehrer übten konsequente Nichtzusammenarbeit mit der Besatzungsmacht, der so die fehlende Unterstützung der Besatzung durch die Bevölkerung klargemacht werden sollte. Damit ist der Protest der Lehrer eher vergleichbar dem Widerstand Gandhis, der durch seine Handlungen Indien von der Kolonialmacht Großbritannien befreien wollte.

#### Offizielle Einstellung derAktion T4nach öffentlichen Protesten (1941)
In den Jahren 1940 und 1941 wurden im Rahmen der Aktion T4 etwa 100.000 Behinderte und Psychiatrie-Patienten durch SS-Ärzte und -Pflegekräfte systematisch ermordet. Begründet wurden die Euthanasiemorde durch die in der nationalsozialistischen Rassenhygiene zugespitzten Vorstellungen von Eugenik. Lange Zeit wurde versucht, diese Tötungen geheim zu halten, indem nur politisch zuverlässiges medizinisches Personal eingesetzt wurde, die Ermordeten verbrannt und falsche Totenscheine ausgestellt wurden. Nach Bekanntwerden der Krankenmorde begannen Proteste von Familienangehörigen und durch die katholische Kirche – vor allem durch den Münsteraner Bischof Clemens August Graf von Galen in seiner Predigt am 3. August 1941, in der er die Bedeutung des fünften Gebots – „Du sollst nicht töten!“ – betonte. In der Folge wurde die Aktion T4 offiziell eingestellt, danach jedoch versteckt fortgeführt.

#### Demonstration in der Berliner Rosenstraße (1943)
1945 dokumentiert Georg Zivier in der von Helmut Kindler, Heinz Ullstein und Ruth Andreas-Friedrich herausgegebenen Wochenzeitschrift sie Proteste von Frauen in der Berliner Rosenstraße. Zwischen dem 27. Februar und dem 6. März 1943 taten sie mit einer Demonstration ihr Missfallen über die Verhaftung und Internierung ihrer jüdischen Ehepartner im Verwaltungsgebäude der jüdischen Gemeinde in der Rosenstraße 2–4 in Berlin-Mitte durch die Gestapo kund:

„Die geheime Staatspolizei hatte aus den riesigen Sammellagern der zusammengebrachten jüdischen Einwohnerschaft von Berlin die »Arischversippten« aussortieren und in ein Sonderlager in der Rosenstraße bringen lassen. Es war völlig unklar, was mit ihnen geschehen würde. Da griffen die Frauen ein. […] erscheinen sie in Massen vor dem improvisierten Gefängnis. Vergeblich bemühten sich die Beamten der Schutzpolizei, die Demonstranten – etwa 6000 – abzudrängen und auseinanderzubringen. Immer wieder sammelten sie sich […] und forderten die Freilassung. Erschreckt über diesen Vorfall [machte die Leitstelle Berlin der Gestapo] Zusicherungen und gab die Männer schließlich frei.“

Dieser einwöchige Protest hatte die Änderung eines staatlich verursachten Zustandes zum Ziel, der von den Betroffenen als unerträglich empfunden wurde. Ohne das nationalsozialistische System als Ganzes anzugreifen, setzten sich die Demonstrantinnen – anderen Quellen zufolge nur etwa 200–600 zur selben Zeit  – über das seit 1933 geltende Demonstrationsverbot hinweg und weigerten sich, den Anordnungen der Gestapo zu folgen. Die Ehepartner wurden im Anschluss an die Demonstration freigelassen, der Gestapo-Einsatzleiter Schindler strafversetzt.
Da unter anderem über die Verhandlungen der Demonstrantinnen mit der Gestapo keine Aufzeichnungen existieren, ist nicht endgültig geklärt, ob die Freilassung auf die Demonstration zurückzuführen ist, ob damit der zivile Ungehorsam Ursache für das Einlenken der Gestapo war, oder ob die Entscheidung der Gestapo andere Gründe hatte.

### Rosa Parks und der Busboykott von Montgomery (USA, 1955)
Nachdem am 1. Dezember 1955 Rosa Parks in Montgomery (Alabama) festgenommen worden war, weil sie zur Zeit der Rassentrennung in den USA ihren Sitzplatz nicht für einen Weißen freigemacht hatte, folgte am 5. Dezember auf Betreiben des lokalen Women’s Political Council ein erster eintägiger Boykott der öffentlichen Busse durch die Schwarzen. Unter Leitung von Martin Luther King, Jr. wurde die Montgomery Improvement Association gegründet, die den friedlichen Protest der schwarzen Bevölkerung gegen die Rassentrennung organisierte. Der Protest dauerte 381 Tage. Am 20. Dezember 1956 wurde der Boykott aufgehoben, nachdem der Oberste Gerichtshof der Vereinigten Staaten einen gleichlautenden Beschluss des Bundesbezirksgerichts vom 19. Juni 1956 bestätigt hatte, dass die Rassentrennung in Schulen und öffentlichen Verkehrsmitteln verfassungswidrig sei. Diese Protestaktion verhalf der amerikanischen Bürgerrechtsbewegung schließlich zum Durchbruch.

### Volkszählungsboykott (Bundesrepublik Deutschland, 1987)
Nach mehreren Jahren Planung sollte 1987 in der Bundesrepublik Deutschland eine Volkszählung stattfinden. Diese sollte vor allem statistische Daten für einen Ausbau der Infrastruktur liefern. Die Zählung sollte ursprünglich schon 1983 stattfinden, die Durchführung wurde nach vielfältigen Protesten jedoch schließlich aufgrund eines Urteils des Bundesverfassungsgerichts untersagt. Für eine erneute Zählung 1987 wurde die Befragung auf Basis des Bundesverfassungsgerichtsurteils teilweise neu konzipiert. Von Seiten der Volkszählungsgegner folgte ein Boykottaufruf. Die Verweigerung der Teilnahme wurde von ihnen als „ziviler Ungehorsam für mehr Demokratie“ begründet. Regional unterschiedlich verweigerten teilweise etwa 15 Prozent der zu Befragenden die Teilnahme. Als Konsequenz wurde für folgende Erhebungen die Totalerhebung durch Registererhebungen ersetzt.

### Beispiele aus dem 21. Jahrhundert
Zeitgenössische Beispiele des zivilen Ungehorsams sind Umweltschutzbewegungen wie Fridays for Future und Greenpeace, oder auch zivile politische Organisationen wie das Zentrum für Politische Schönheit oder die Gelbwestenbewegung in Frankreich.

## Gesellschaftliche Praxis

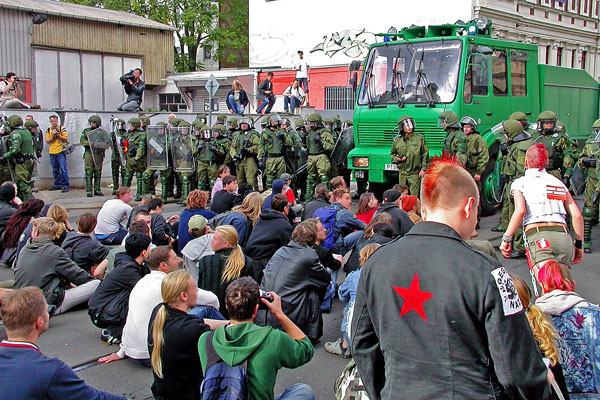
Sitzblockade in Leipzig, um eine Demonstration von Neonazis zu stören (Oktober 2004)

Die Methoden oder Handlungsformen, die im zivilen Ungehorsam genutzt werden, sind nicht synonym mit zivilem Ungehorsam. Wie oben dargestellt, orientiert sich der zivile Ungehorsam an einer aus einem höheren Recht abgeleiteten Gerechtigkeitsvorstellung. Handlungsformen dagegen sind insofern neutral, als dass sie auch eingesetzt werden können, um Eigen- oder Gruppeninteressen durchzusetzen.

### Handlungsformen
Theodor Ebert stellt den zivilen Ungehorsam als ein Element in einer Matrix von Handlungsformen dar:
| Eskalationsstufe | Subversive Aktion                                                             | Konstruktive Aktion                                                                            |
| 1                | Protest (Demonstration, Mahnwache, Sit-in, …)                                 | funktionale Demonstration (Teach-in, Erstellung von Gutachten…)                                |
| 2                | legale Nichtzusammenarbeit (z. B. Wahlboykott, Hungerstreik, Auswanderung, …) | legale Rolleninnovation (Einrichtung eigener Bildungsstätten, Herausgabe von Zeitungen…)       |
| 3                | ziviler Ungehorsam (Steuerverweigerung, Sitzblockaden…)                       | zivile Usurpation (Bildung von Selbstverwaltungsorganen, Aufbau einer eigenen Rechtsprechung…) |

Während die Akteure auf der ersten Eskalationsstufe nicht in das Funktionieren des Systems eingreifen, können Handlungen auf der zweiten Eskalationsstufe das System lähmen, ohne dass jedoch gegen Gesetze verstoßen wird. Erst auf der höchsten Eskalationsstufe werden offen und gewaltlos Gesetze und Anordnungen missachtet. Als eine Aktionsform der subversiven Aktion bedeutet der zivile Ungehorsam ein symbolisches Ignorieren der Autorität des Staates oder der Herrschenden. Ihm fehlt das konstruktive Element, das Gandhi in Constructive Programme angemahnt hatte. Nach Theodor Ebert zählen zu den Handlungsformen, die im Rahmen des Instruments des zivilen Ungehorsams genutzt werden, die offene Missachtung von Gesetzen beispielsweise durch Steuerverweigerung, Sitzstreik, Generalstreik, Besetzung von Land oder Häusern, und Sit-ins an verbotenen Orten.

### Themen und Akteure
Ziviler Ungehorsam kann überall da ausgeübt werden, wo der Staat das Zusammenleben seiner Bürger beeinflusst und wo es moralisch begründete Zweifel entweder an den Intentionen oder an den erwarteten oder auch realen Konsequenzen dieses Einflusses gibt. Dies schließt ein diffuses Spektrum ein, das von Protesten gegen Rassentrennung über Friedensbewegung und Anti-Atomkraft-Bewegung bis zu Protesten wegen Datenschutzbedenken reicht.
Bekannte Beispiele zivilen Ungehorsams, der sich in politischen Bewegungen niederschlug, waren die indische Unabhängigkeitsbewegung, die US-amerikanische Bürgerrechtsbewegung (Civil Rights Movement) der 1950er und 1960er Jahre, seit Mitte der 1970er Jahre die Anti-Atomkraft-Bewegung, die Friedensbewegung, sowie die Montagsdemonstrationen im Jahr 1989 in der DDR.
Namhafte Vertreter zivilen Ungehorsams waren Mohandas Karamchand Gandhi, Nelson Mandela und Martin Luther King. In dieser Tradition leisten viele Atomkraftgegner, Graswurzler, Friedensdemonstranten, Pazifisten, Globalisierungskritiker und Totalverweigerer Widerstand in Form zivilen Ungehorsams.